# Tórtora cucut becnegra
La tórtora cucut becnegra (Macropygia nigrirostris) és una espècie d'ocell de la família dels colúmbids (Columbidae) que habita boscos de Nova Guinea i illes properes i als arxipèlags D'Entrecasteaux i Bismarck.

## Descripció
La tórtora cucut becnegra mesura 29 centímetres de longitud. Té un bec curt i completament negre. Les sis plomes centrals de la cua són negres barrades. Les plomes centrals del pit no estan bifurcades. El mascle és de color marró vermellós, sense distinció clara entre les parts inferiors i les parts superiors. La femella, però, té les parts superiors negres barrades. El juvenil és similar a la femella, però la cua és barrada de forma irregular.
Es diferencia d'altres espècies de coloms simpàtriques (altres espècies existents a la mateixa àrea geogràfica i, per tant, sovint es troben amb ella) diferents de les cucuts, pel plomatge marró vermellós i la cua que és esvelta i llarga.

## Distribució i hàbitat
És nativa de Papua Nova Guinea i Indonèsia. Habita boscos primaris, perifèries forestals i boscos secundaris. També es troba comunament en boscos submontans en altituds de fins a 2.600 metres des del nivell del mar, i ocasionalment en el nivell del mar en turons adjacents a les costes.

## Estat i conservació
Des de 1988, la tórtora cucut becnegra ha estat classificada com una espècie de risc mínim a la Llista Vermella d'Espècies Amenaçades de la UICN. La raó és que té un rang de distribució molt gran -més de 20.000 km²- i perquè té una tendència poblacional estable. A més, encara que no s'ha determinat el nombre de població, es troba habitualment al llarg de la major part de la seva distribució, es creu que està per sobre de 10.000, que està per sobre del criteri per garantir-li una qualificació vulnerable. No hi ha amenaces substancials pensades per a aquesta espècie.